# Elisabeth Axmann
Elizabeth Axmann  (Sereth, Bucovina, hoy Rumanía; 19 de junio de 1926 - 21 de abril de 2015) fue una  escritora rumana.
Pasó su niñez en Bukovina, Moldavia y Transilvania. Desempeñó diversas actividades hasta empezar a cursar estudios superiores en Sibiu en 1947. En 1954 se traslada a Bucarest. Ha trabajado como lectora, crítica y traductora. Vive actualmente en Alemania.

## Obra
- Spiegelufer. Gedichte 1968-2004. ISBN 3-89086-678-6
- Wege, Städte. Erinnerungen. ISBN 3-89086-627-1
- Fünf Dichter aus der Bukowina (Alfred Margul-Sperber, Rose Ausländer, Moses Rosenkranz, Alfred Kittner, Paul Celan). Aachen: Rimbaud Verlag, 2007. ISBN 978-3-89086-561-4.
- Die Kunststrickerin. Erinnerungssplitter. Aachen: Rimbaud Verlag, 2010. ISBN 978-3-89086-493-8

## Obra en castellano
- Borde de espejo. Poesía 1968-2004. ISBN 3-89086-678-6
- Caminos, ciudad. Poemario. ISBN 3-89086-627-1